# ヴィーツェプスク市電
ヴィーツェプスク市電（ベラルーシ語: Віцебскі трамвай）は、ベラルーシの都市・ヴィーツェプスクの路面電車。1898年に開通した長い歴史を持つ路線で、2020年現在はトロリーバス（ヴィーツェプスク・トロリーバス）と共にヴィーツェプスク都市電気輸送会社（Городской электрический транспорт города Витебска）によって運営されている。

## 歴史

### 開業から大祖国戦争まで
現：ベラルーシの都市・ヴィーツェプスク市内に軌道交通を建設する計画は1895年の市議会での提案から始まった。当初は馬車鉄道を建設する案だったが、翌1896年に民間企業との連携により路面電車に改められ、1898年6月18日から合資会社のヴィーツェプスク電気軌道（«Витебский трамвай»）が運営する路面電車の運行が始まった。1901年以降は積極的な路線延伸が行われた一方、第一次世界大戦やロシア革命を経た1922年からはヴィーツェプスク市電は上下水道、製材事業と共にソビエト連邦のヴィーツェプスク地区実行委員会の下部組織である「ヴォドスベット（Водосвет）」によって運営される事になった。
開業当初の線路幅は1,000 mm（狭軌）で、1929年から導入されたソ連製の電車も同軌間に対応していたが、各都市で同国の標準軌である1,524 mmへの改軌が行われる流れの中でヴィーツェプスク市電も1933年までに改軌が実施された。第二次世界大戦（大祖国戦争）中、ヴィーツェプスクはドイツ軍の占領は赤軍との激しい戦闘により甚大な被害を受け、市電も1941年に運行を停止し、再度運行を開始したのは1947年となった。

### 戦後からソ連崩壊まで
運行再開以降はモスクワ市電の車両譲受や戦前製の電車の更新工事が行われた一方、1948年からは鋼製電車の導入が始まった。1955年までに路面電車は戦前の27.9 km・6系統の路線網が復旧し、車両数は62両を記録した。以降は車両の増備と共に車庫や施設の近代化が行われ、1960年からは路線延伸も実施されるようになった。ヴィーツェプスク市電が開通70周年を記念した1958年には総延長50 km以上、7系統、車両数120両の路線網となり、1日の利用者数は13万人を記録した。これは当時のヴィーツェプスク市内の公共交通機関の70 %以上を占める数値であった。
1972年にはレーニン通りを走る路線の廃止が行われたが、これは都市計画に合わせた路線移設の影響によるものであり、1974年には新たな路線が開通した。また、更に拡大・成長を続けるヴィーツェプスク市内の公共交通機関を補うため、1977年にトロリーバスが開通したが、以降も路面電車網の拡張や再編は続き、1984年時点で9系統が運行していた。一方で運営形態の再編も行われており、開業当初別組織によって運営されていた市電とトロリーバスは1979年以降1つの組織（Витебское трамвайно-троллейбусное управление、ВТТУ）に統一された。

### ベラルーシ時代
ソビエト連邦の崩壊後、ベラルーシの経済的混乱による影響を受け、車両や施設の更新が停滞した他、列車本数自体も減少した。更に路線バスやミニバスなど他の公共通機関との競争や自家用車の発達もあり、利用客は減少傾向にある。一方で1995年には新型電車の導入が再開しており、特に2011年からはソ連崩壊後のベラルーシを中心に路面電車車両やトロリーバスを展開するベルコムンマッシュ製の電車が積極的に導入されている。

## 運行
2020年現在、ヴィーツェプスク市電は5系統・営業キロ119.3 kmの路線網を有しており、13系統・営業キロ277.2 kmのトロリーバスの路線網と共にヴィーツェプスク市内各地を結んでいる。運賃は市電・トロリーバス共通で0.6ルーブルとなっており、乗り換え回数によって費用が異なる1ヶ月分の定期券および10回乗車分の乗車券の発行も行われている。
2018年までは4・6・8・9号線も存在したが、経由するポロツキー高架橋（путепровода «Полоцкий»）の老朽化に伴う建て替え工事に伴い同年11月15日以降運行を休止しており、路線バスによる代行運転が実施されている。
| 系統番号 | 起点          | 経由              | 終点            | 営業キロ | 所要時間       | 備考・参考 |
| -------- | ------------- | ----------------- | --------------- | -------- | -------------- | ---------- |
| 1        | Ул. Гагарина  | ул. Зеленогурская | ул. М. Горького | 33.6km   | 2時間19分-36分 |            |
| 2        | Ул. П. Бровки | ул. Герцена       | ул. М. Горького | 24.1km   | 1時間42分-44分 |            |
| 3        | Ул. Гагарина  | ул. Смоленская    | ул. П. Бровки   | 21.0km   | 1時間35分-38分 |            |
| 5        | Пр. Фрунзе    | пр. Людникова     | ул. Гагарина    | 14.9km   | 1時間6分-22分  |            |
| 7        | Пр. Фрунзе    | ул. Герцена       | ул. М. Горького | 25.7km   | 1時間48分-52分 |            |

系統図
1号線
2号線
3号線
5号線
7号線

## 車両

### 現有車両
2020年の時点で、ヴィーツェプスク市電で営業運転に使用されている電車は以下の3形式である。
- KTM-8（71-608KM） - 1995年に導入された、ベラルーシ独立後初の新型電車。ロシア連邦のウスチ＝カタフスキー車両製造工場製。
- AKSM-60102 - ベラルーシの輸送用機器メーカーであるベルコムンマッシュ製の電車。
- AKSM-62103 - ベルコムンマッシュ製の部分超低床電車[4]。

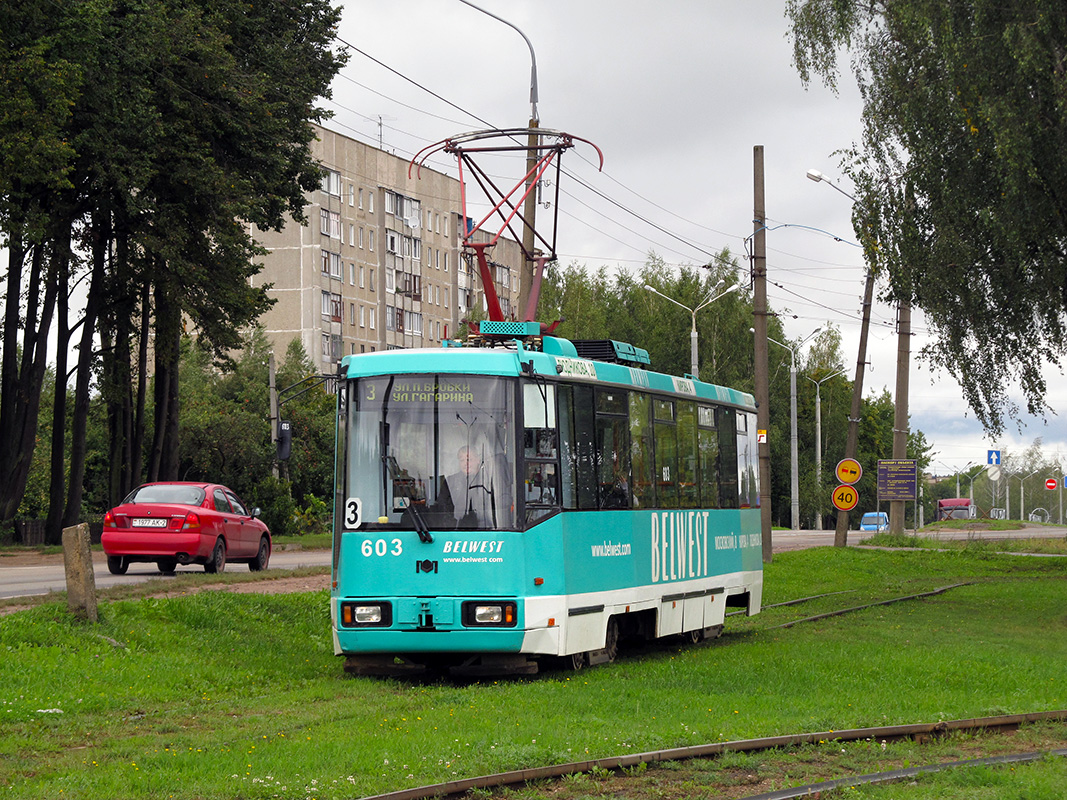
AKSM-60102
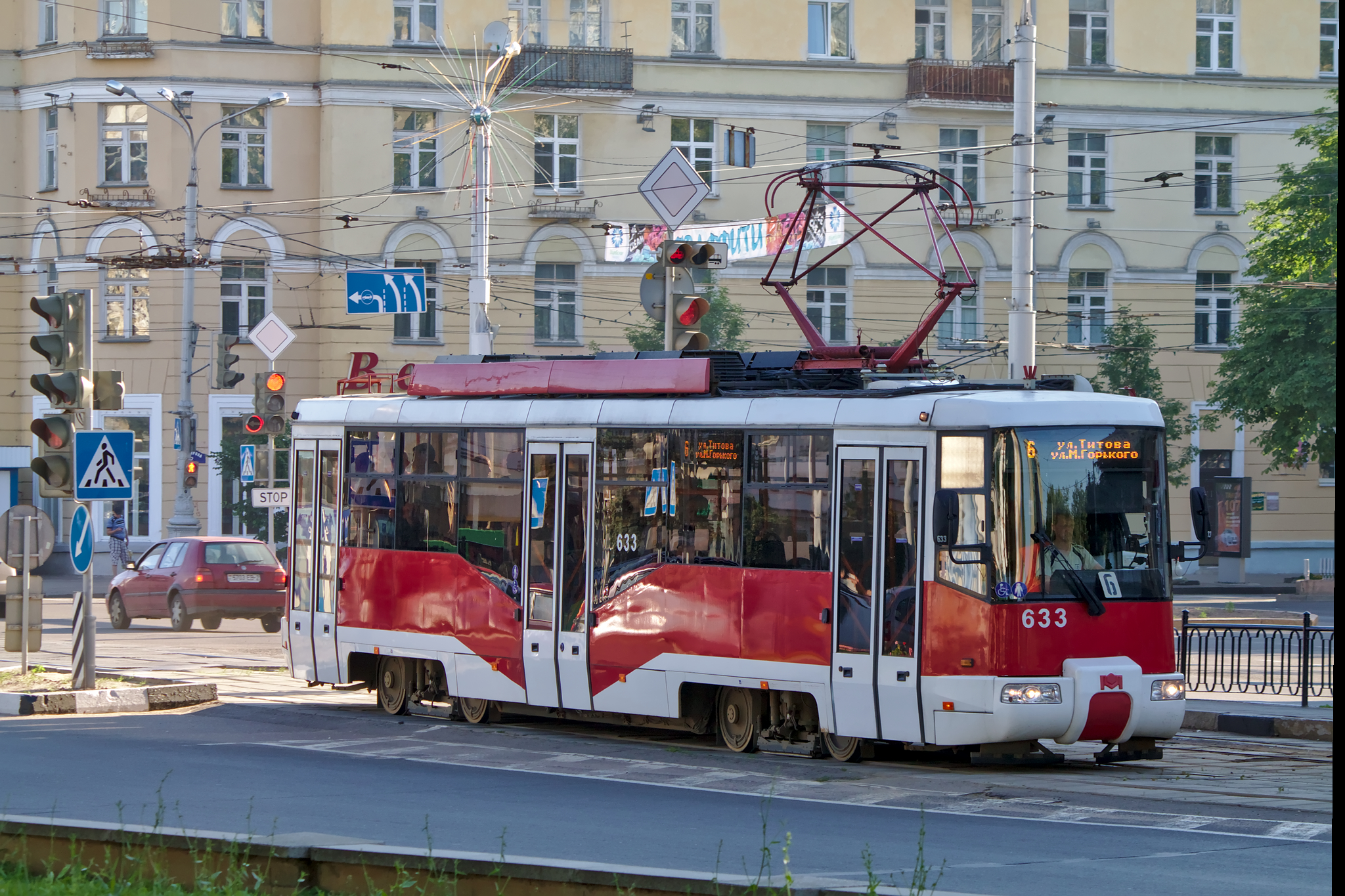
AKSM-62103

### 過去の車両
- Kh・M  - 1929年以降導入されたソ連製の2軸車。電動車のKhと付随車のMが導入され、当初は1,000 mm（狭軌）に合わせた台車を用いていたが、1930年代以降の改軌に合わせて改造が実施された。戦災を受けた多くの車両は戦後に片運転台化を始めとした更新工事を受けて1970年代初頭まで使用された。そのうち1両（Kh）は車庫の牽引車として残存した後、開通100周年を迎えた1998年に復元工事が施された。2008年以降は歴史的な車両として静態保存が行われている[6][9][11][17]。
- KTM-1・KTP-1 - ウスチ＝カタフスキー車両製造工場製の路面電車車両。ヴィーツェプスク市電初の鋼製車両となり、電動車のKTM-1と付随車のKTP-1による2両編成で運用されていた[4][9][11]
- KTM-2・KTP-2 - KTM-1・KTP-1の改良型車両[4][9][11][16]。
- MTV-82 - 開通60周年を迎えた1958年から翌1959年までに6両が導入された、ヴィーツェプスク市電初のボギー車。1980年代初頭まで使用され、以降も2両が事業用車両として残存する[11][17][16][18]。
- RVZ-6 - 現：ラトビアのリガ車両製作工場製の路面電車。ヴィーツェプスク市電では1967年から2015年まで営業運転に使用され、2020年現在も事業用車両に改造された1両が残存する[11][16][19]。
- KTM-5 - 世界で最も多く生産された、ウスチ＝カタフスキー車両製造工場製の路面電車車両。ヴィーツェプスク市電には1973年から導入され、従来の車両よりも多い乗降扉や広い窓による視認性の向上が評判を呼んだ。設計上の耐用年数は15 - 16年程度だったが実際は長期に渡って使用され、車体の歪みを始めとした劣化箇所の補修が随時行われたものの、老朽化の進行により2019年までに営業運転から撤退した[16][20]。
- LVS-97 - ロシア連邦・サンクトペテルブルクのペテルブルク路面電車機械工場製の2車体連接車[16]。

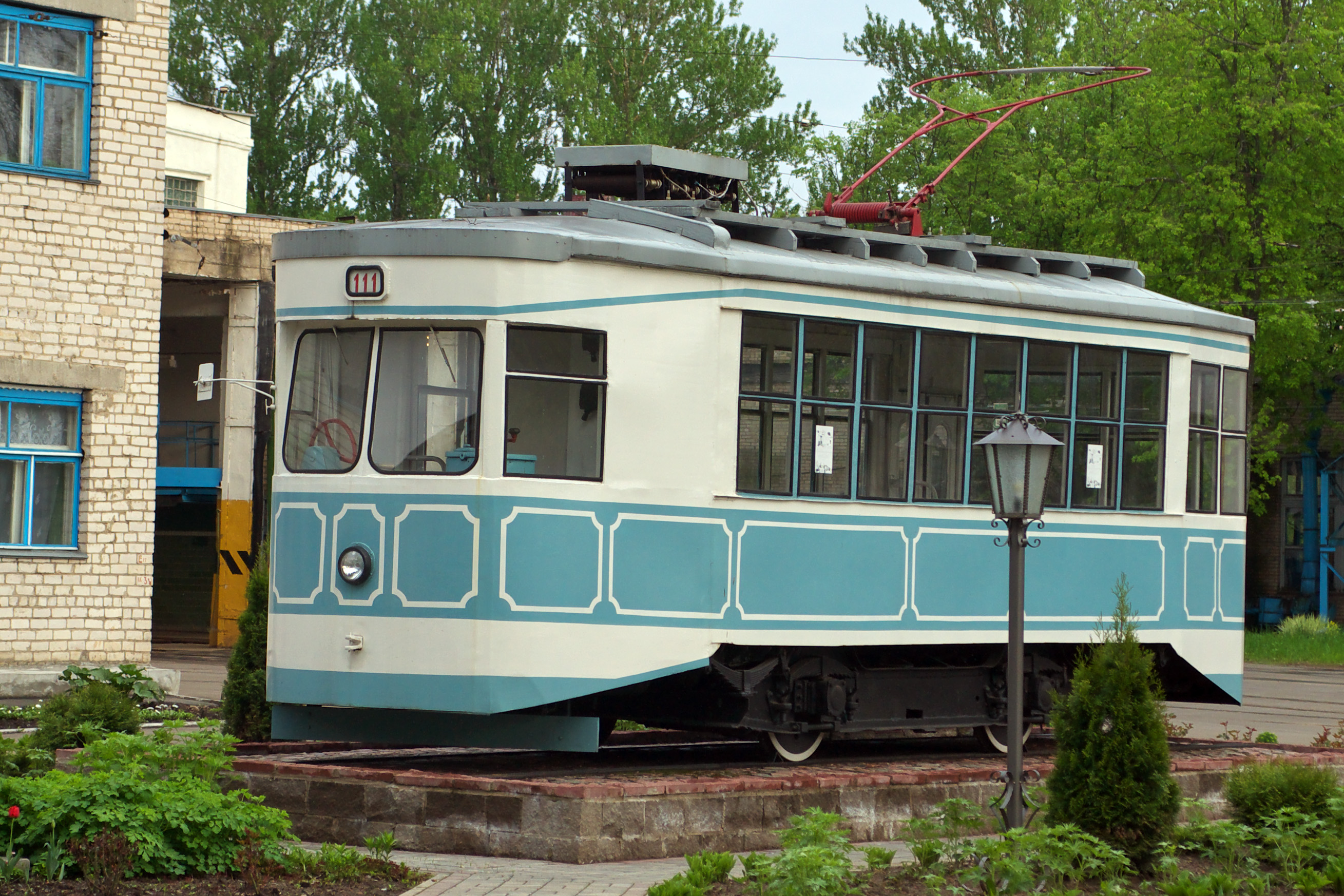
Kh（更新車）（2010年撮影）
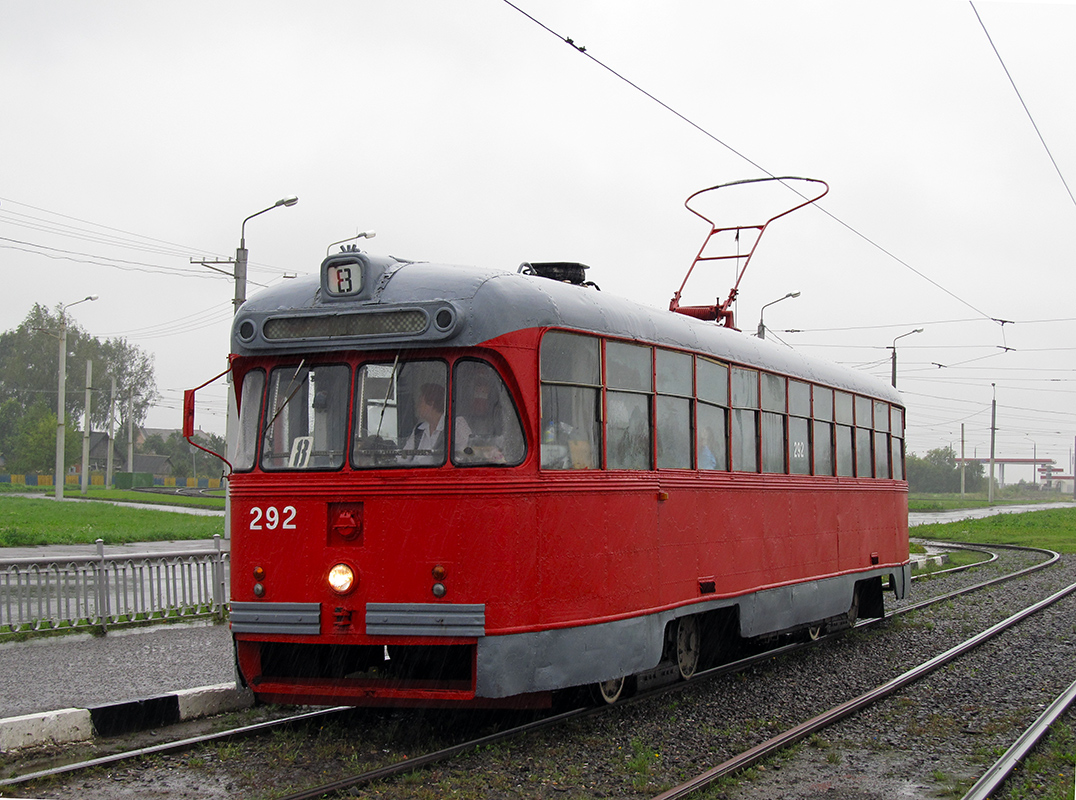
RVZ-6（2012年撮影）
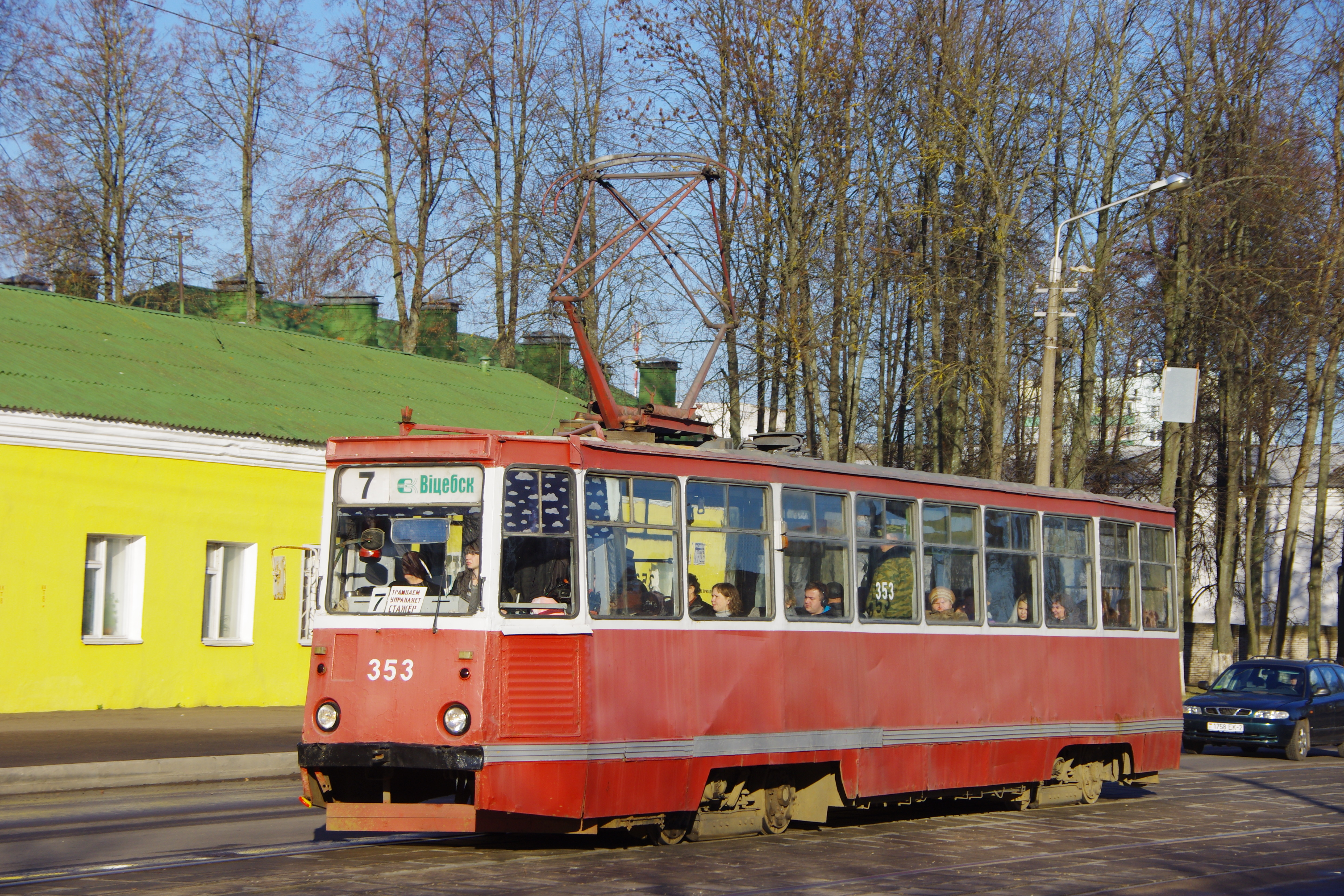
KTM-5（2013年）

### その他
ヴィーツェプスク市電の車両基地前には、開業当初の市電の車両を模した復元車両が保存されている。そのうち電動車は1950年代から2010年代初頭まで使用され、火災により焼失した除雪車の台枠を用いて作られた一方、連結されているオープンデッキの付随車には1980年代に廃車された2軸車の部品が再利用されている。

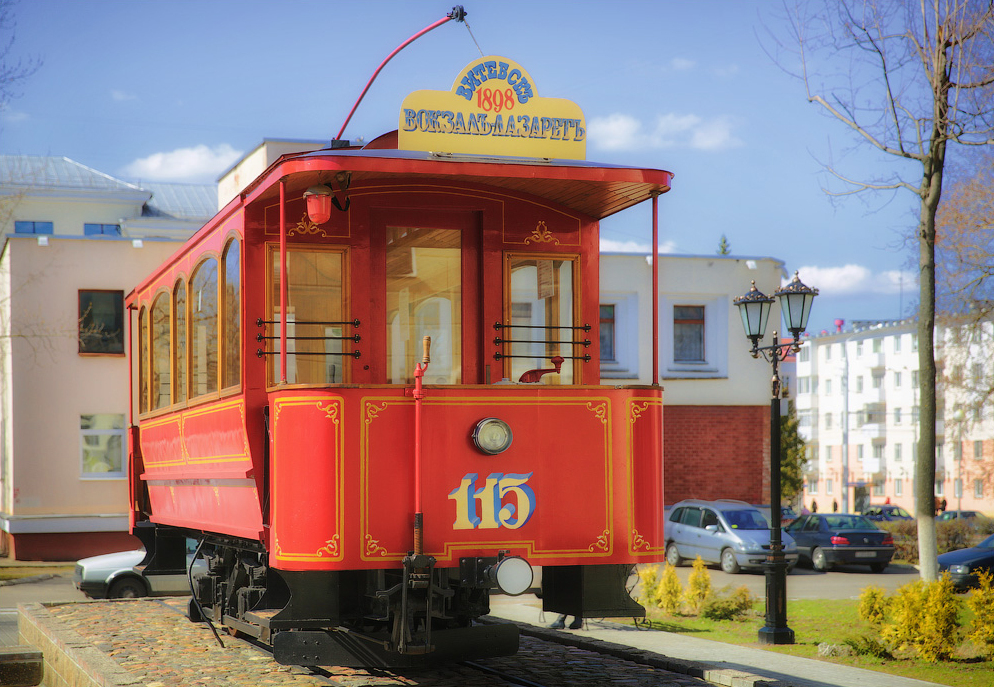
開業当時の電車を復元した車両（2014年）